# The Residents
The Residents – amerykańska awangardowa grupa muzyczna zajmująca się również video-artem. W swoim dorobku posiadają ponad 60 albumów, kilkanaście krótkometrażowych filmów muzycznych, zagrali 6 tras koncertowych obejmujących cały świat oraz stworzyli trzy projekty wydane w formie CD-ROMu.
Członkowie grupy ani razu nie zdradzili swojej prawdziwej tożsamości – na scenie oraz podczas sesji zdjęciowych ubrani są zawsze w kostiumy, zaś za wywiady i promowanie grupy odpowiedzialna jest osobna grupa ludzi – The Cryptic Corporation.

## Historia
Z powodu chęci grupy do pozostania osobami anonimowymi, trudno jest spisać ich dokładną i rzetelną historię – wiele informacji pochodzi z niepotwierdzonych źródeł.

### Początki
Zespół prawdopodobnie pochodzi ze Shreveport, miasta leżącego w stanie Luizjana, gdzie spotkali się po raz pierwszy w jednej z miejscowych szkół w latach 60 XX w. W 1966 roku członkowie grupy postanowili opuścić rodzinne miasto i wyruszyli do San Francisco – swoją podróż zakończyli jednak w pobliskim mieście San Mateo, gdzie zepsuł się ich samochód. Tak jak wszystkie informacje dotyczące grupy, historia ta pochodzi od ludzi z The Cryptic Corporation i jest prawdopodobnie fałszywa – według nowszych informacji, zespół pochodzi faktycznie z miasteczka Slidell w Luizjanie, a Shrevport jest tylko przypadkowo wybranym miejscem określanym jako ich rodzinne miasto.
Po osiedleniu się w San Mateo grupa zaczęła eksperymentować z fotografią, magnetofonami szpulowymi oraz wszystkim, co miało jakikolwiek związek ze sztuką. Wieści o ich interesujących eksperymentach szybko rozeszły się po kraju i w 1969 roku brytyjski gitarzysta Philip Lithman oraz tajemniczy kompozytor N. Senada (którego Lithman postanowił zabrać ze sobą podczas przejazdu przez Bawarię, gdzie Senada nagrywał odgłosy ptaków) złożyli im wizytę i postanowili zostać w San Mateo na dłuższy czas. Członkowie grupy pod wpływem dwóch Europejczyków szybko kupili prosty sprzęt nagrywający oraz instrumenty muzyczne i zaczęli nagrywać pierwsze taśmy demo.

### 1969–1972: Residents Unincorporated
W 1969 roku grupa zaczęła nagrywać pierwsze taśmy demo (według słów Cryptic Organisation członkowie grupy nagrali w tym okresie wiele szpul, jednak żadna z nich nie jest uznawana za część dyskografii The Residents, gdyż powstały jeszcze przed ustaleniem nazwy i ostatecznym uformowaniem zespołu) – do dziś oficjalnie wiadomo o istnieniu zaledwie dwóch z nich: Rusty Coathangers for the Doctor oraz The Ballad of Stuffed Trigger. Zarówno tytuły, jak i czas trwania taśm są niepewne i nigdy nie zostały oficjalnie określone przez zespół (istnienie pierwszej taśmy oraz poprawność jej tytułu została swego czasu potwierdzona jedynie przez założyciela nieaktywnego obecnie fanklubu grupy, Smelly Tongues). Za dowód istnienia kaset uznaje się również utwór „I Hear You Got Religion” którego powstanie szacuje się na 1969 rok, a który ujrzał światło dzienne dopiero w 1999 jako darmowe mp3 umieszczone na stronie wytwórni Ralph America.
W 1971 zespół wysłał szpulę ze swoimi nagraniami do Hala Halverstadta z wytwórni Warner Brothers (ówczesnego współpracownika Captaina Beefhearta, jednego z muzycznych idoli członków grupy), taśma (zatytułowana po latach jako The Warner Bros. Album) nie uzyskała jednak zachwytu, na jaki liczył zespół (według książki „Uncle Willie’s Cryptic Guide to the Residents” Halverstadt określił materiał jako „co najwyżej OK”, mimo to oznaczył szpulę słowami „A for Ariginality”). Ponieważ grupa nie dołączyła do adresu zwrotnego na taśmie żadnych danych personalnych, szpula została odesłana do „The Residents” (czyli po prostu „osób przebywających pod tym adresem”) co członkowie zespołu postanowili uczynić nazwą swojej grupy (początkowo miała ona brzmieć Residents Unincorporated, szybko została jednak skrócona do The Residents). Tego samego roku zespół skompilował kolejną taśmę, Baby Sex oraz zagrał swój pierwszy koncert w Boarding House w San Francisco.

### 1972–1980: Album Era
Wydany rok później singel Santa Dog jest zarówno przez fanów i jak przez sam zespół uznawany za „oficjalny” początek ich dyskografii, krótko po jego trafieniu na rynek The Residents wyjechali do San Francisco, gdzie założyli swoją wytwórnię płytową Ralph Records.
Przed wydaniem swojego pierwszego singla i podczas nagrywania debiutanckiego LP – Meet the Residents – zespół zaangażował się w swój pierwszy ambitny projekt audiowizualny nazwany Vileness Fats. The Residents widzieli w tym filmie swoją wielką szansę na stworzenie dzieła kultowego (byłby to pierwszy przypadek nagrania jednego, długiego wideoklipu w historii kinematografii), jednak po czterech latach kręcenia (1972–1976) prace nad projektem zostały gwałtownie przerwane z powodu braku funduszy oraz czasu i już nigdy do niego nie powrócono. Z 14 godzin nakręconego materiału światło dzienne ujrzało zaledwie około 45 minut filmu.
Zespół przeżywał w tym okresie wiele wewnętrznych spięć i konfliktów, które postanowili rozwiązać w 1974 roku poprzez nagranie albumu Not Available zainspirowanego teorią zaciemnienia N. Senady – album miał początkowo zostać wydany dopiero w momencie, w którym wszyscy (łącznie z zespołem) zapomną o jego istnieniu, został jednak wydany w 1978 roku bez wiedzy zespołu w związku z niespełnionymi postanowieniami zawartymi w umowie.
Następnym albumem grupy było The Third Reich 'n' Roll – wydany w 1976 muzyczny pastisz na amerykańską muzykę popularną lat 60. okraszony tematyką narodowo socjalistyczną, co najbardziej widoczne było na okładce albumu, przedstawiającej Dicka Clarka ubranego w mundur SS otoczonego przez podobizny tańczącego Adolfa Hitlera. Płyta zawierała dwie okołosiedemnastominutowe kompozycje zawierające kolaż muzycznych przebojów poprzedniej dekady przerobione nie do poznania poprzez różne muzyczne zabiegi pokroju dodania nowych instrumentów oraz partii wokalnych. Do albumu nakręcono również krótki teledysk, wykorzystując do tego plan zdjęciowy użyty przy produkcji Vileness Fats. Następny tytuł w dyskografii grupy – Fingerprince miał zostać jednym z pierwszych „albumów trójstronnych” (jedna strona płyty winylowej miała posiadać rowki wyryte w sposób, który pozwalałby na odtwarzanie dwóch zupełnie innych zawartości w zależności od miejsca położenia igły) – pomysł ten został jednak porzucony po odkryciu, że trzy lata wcześniej grupa Monty Python użyła identycznej metody zapisu na swojej płycie Matching Tie and Handkerchief. Materiał, który miał znaleźć się na trzeciej stronie płyty, został wydany jako osobna EP-ka nosząca tytuł Babyfingers. Następny album jest według wielu krytyków najbardziej przystępnym tytułem w dyskografii Residents do tej pory – Duck Stab/Buster & Glen przyniósł również grupie pierwsze prawdziwe zainteresowanie mediów (artykuły na ich temat pojawiły się między innymi w New Musical Express oraz Melody Maker). Wydany rok później Eskimo jest jak do tej pory najbardziej znanym dziełem grupy – zespół zafascynowany opowieściami N. Senady dotyczącymi jego wyprawy na Arktykę (z której przywiózł im w prezencie butelkę wypełnioną tamtejszym powietrzem) nagrał płytę wypełnioną kompozycjami złożonymi z przypadkowych niemuzycznych dźwięków, perkusji oraz bełkotem przypominającym język Eskimosów. W tym samym roku na rynku pojawiła się dwunastocalowa EP-ka Diskomo zawierająca kompozycje z płyty w popularnym wówczas rytmie disco.
Rok po wydaniu Eskimo zespół po raz kolejny dokonał muzycznej rewolucji za sprawą płyty Commercial Album zawierającej czterdzieści jednominutowych utworów zawierających zarówno zwrotkę, jak i refren, które to powinny zostać odtworzone trzy razy z rzędu, aby sformułować klasyczną popową piosenkę. Residents wyszli z założenia, że skoro żyjemy w świecie przepełnionymi krótkimi dżinglami reklamowymi, można na krótkich dżinglach oprzeć całe muzyczne dzieło. W ramach promocji albumu grupa wykupiła 40 jednominutowych miejsc na reklamę w lokalnej stacji radiowej KFRC nakazując im odtwarzania trzech kolejnych utworów z płyty dziennie – działanie to zwróciło uwagę popularnego czasopisma Billboard na którego łamach zastanawiano się czy była to prawdziwa muzyka czy tylko dziwne reklamy.

### 1981–1990: Performance Era
Rok później pojawiła się płyta Mark of the Mole przynosząca również fanom pierwszą ogólnoświatową trasę koncertową grupy (na wszystkich koncertach gościnnie wystąpił Penn Jillette w charakterze narratora). Według późniejszych wskazówek zespołu (między innymi zapisków we wkładce do płyty Demons Dance Alone) trasa koncertowa the Mole Show spowodowała odejście kilku członków grupy z zespołu, zostawiając wszystkie obowiązki na głowie Pana Czaszki (Mr. Skull). Mark of the Mole miało być początkiem trylogii zatytułowanej The Mole Trilogy, jednak do tej pory nie ukazała się trzecia część epopei (rok później ukazała się druga część trylogii, The Tunes of Two Cities, w 1985 roku wydano płytę The Big Bubble: Part Four of the Mole Trilogy, w której podtytule widniała informacja, że jest to czwarta część historii). Były również plany wydania gry komputerowej związanej z fabułą płyt na platformę Atari 2600, szybko jednak z nich zrezygnowano.
26 grudnia 1985 podczas koncertu w Hollywood Palace skradziono z zaplecza obiektu jedną z masek zespołu przedstawiającą czerwoną gałkę oczną, zastąpiono ją więc gigantyczną czaszką co dało narodziny nowemu członkowi grupy – Mr. Skull. Maska odnalazła się za sprawą oddanego fana zespołu, który dowiedział się gdzie złodziej ukrył swoje trofeum i zwrócił je właścicielom (według oświadczeń Homera Flynna, osoba która oddała maskę była najprawdopodobniej złodziejem we własnej osobie). W związku ze złą kondycją przebrania związaną zarówno z kradzieżą, jak i zużyciem stroju, zaprzestano mimo wszystko używania maski Czerwonego Oka.
Erę performance’u zamykają dwa następne albumy grupy – epicka rockowa opera opowiadająca o rozdzieleniu bliźniąt syjamskich zatytułowana God in Three Persons oraz surrealistyczna biografia Elvisa Presleya przeplatana jego utworami w wykonaniu grupy pod tytułem The King & Eye.

### 1991–1997: Multimedia Era
Zdaniem wielu fanów i krytyków jednym z najciekawszych projektów lat 90. był projekt Freak Show, podkreślający fascynację zespołu komputeryzacją oraz nowymi technologiami CD-ROM, któremu towarzyszyła muzyka nagrana na wielu interfejsach MIDI. Freak Show pojawił się na rynku w 1995 roku za sprawą the Voyaguer Company i był jednym z pierwszych multimedialnych projektów muzycznych na CD (za pierwszy eksperyment w tej dziedzinie oficjalnie uznawany jest Puppet Motel autorstwa Laurie Anderson).
Dalszymi wydarzeniami powiązanymi bezpośrednio z „Freak Show” było zaprezentowanie całego materiału na scenie (koncert odbył się w praskim teatrze Archa, 1 listopada 1995; kilka piosenek z płyty pojawiło się również na koncertach grupy dwa lata później) oraz komiks.

### 1998–2005: Band Era
2002 rok przyniósł kolejny album, wydane pod wpływem emocji muzyków związanych z zamachem na World Trade Center pesymistyczne dzieło Demons Dance Alone, na którym w charakterze gości pojawili się między innymi Molly Harvey (współpracująca już wcześniej z zespołem wokalistka pracująca w Ralph Records), Nolan Cook, Carla Fabrizio, Toby Dammit oraz Eric Drew Feldman. Oprócz samego procesu nagrywania, artyści ci wyruszyli również z zespołem we wspólną trasę koncertową.
W 2005 roku na rynku pojawia się kolejna płyta grupy, The Animal Lover, zespół bierze również udział w australijskim festiwalu What is Music?, na którym zagrali w bardzo minimalistycznym składzie (gitarzysta, dwaj operatorzy samplera oraz laptopów oraz wokalista i wokalistka niezwiązani z zespołem na stałe) dwugodzinny koncert zatytułowany 33rd Anniversary Tour: The Way We Were. W tym samym roku zapis tych koncertów pojawił się na CD oraz DVD.

### 2006–2008: Storyteller Era
W lecie 2006 roku w serwisach iTunes oraz Warner Music Group’s Cordless pojawił się pierwszy internetowy projekt grupy dostępny do ściągnięcia – pięcioodcinkowy podcast grupy pod tytułem The River of Crime (Episodes 1-5), którego sukces przyczynił się do powstania następnego wizualnego projektu grupy zatytułowanego Timmy, publikowanego w serwisie YouTube co tydzień. W 2007 roku napisali ścieżkę dźwiękową do filmu dokumentalnego Strange Culture oraz wydali dwupłytową płytę z muzyką instrumentalną – Night of the Hunters. Ich ostatnim wydanym tytułem jest płyta The Voice of Midnight, słuchowisko oparte na opowiadaniu Piaskun autorstwa niemieckiego poety E.T.A. Hoffmanna.

## Tożsamość muzyków
Większość podejrzeń co do prawdziwej tożsamości członków grupy obraca się wokół spółki The Cryptic Corporation, za której założenie w 1976 odpowiedzialni byli Jay Clem, Homer Flynn, Hardy W. Fox oraz John Kennedy (w chwili obecnej spółka składa się wyłącznie z dwóch osób, Clem i Kennedy opuścili ją w 1982 roku). Flynn i Fox wielokrotnie w swoich wypowiedziach dla mediów zaprzeczali jakoby byli członkami zespołu, plotce tej zaprzeczył również Nolan Cook, kalifornijski gitarzysta współpracujący niedawno z The Residents.
William Poundstone w jednej z książek z serii Wielkie Sekrety twierdził, że Fox i Flynn są muzykami grupy, najprawdopodobniej jej liderami – co w chwili obecnej jest teorią najczęściej wybieraną przez fanów. Na podstawie podobieństwa głosu Homera Flynna do wokalisty zespołu uważa się go za głównego tekściarza oraz wokalistę, Fox zaś jest podobno odpowiedzialny za większość kompozycji trafiających na płyty. Uzupełnieniem tej teorii są również zapisy w amerykańskiej Broadcast Music Incorporated (z którą członkowie zespołu byli związani w ciągu całej swojej kariery) wskazujące na duet Flynn/Fox jako na kompozytorów wszystkich utworów (dotyczy to również piosenek napisanych przed założeniem The Cryptic Corporation). Wiele osób obala jednak tę teorię twierdząc, że artysta może przypisać prawo autorskie do każdego nazwiska jakie tylko wybierze, w związku z czym wybranie osób odpowiedzialnych za cały management grupy jako zaufanych posiadaczy prawa autorskiego do własnych dzieł jest rozwiązaniem dosyć logicznym.
Cryptic Corporation otwarcie przyznają, że za oprawę graficzną płyt zespołu odpowiedzialny jest w mniejszym lub większym stopniu Flynn, występujący pod różnymi pseudonimami, które razem stworzyły przez lata kolejną organizację – Pornographics (nazwa ta rzadko jednak zapisywana jest na płytach w ten sam sposób dwa razy z rzędu, w okładkach pojawiły się już tytuły Pore-Know Graphics, Porno Graphics lub Pore no Graphix), zaś Fox jest inżynierem dźwięku (osobą odpowiedzialną za produkcję, mastering oraz edycję nagrań).
Na przestrzeni lat pojawiło się również wiele innych plotek co do tożsamości muzyków, najpopularniejsze z nich mówiły, że są oni w rzeczywistości alter ego członków zespołu The Beatles lub muzykami psychodelicznej grupy Cromagnon.
Menedżer zespołu Homer Flynn powiedział, że The Residents nie są zespołem sensu stricto, a funkcjonują oficjalnie jako Randy (Randy Rose), Chuck (Charles Bobuck) i Bob (Lionel Bob).
31 października 2018 r. zmarł Hardy Fox.

## Dyskografia

### Albumy studyjne
- Meet the Residents – 1974
- The Third Reich 'n' Roll – 1976
- Fingerprince – 1977
- Duck Stab/Buster & Glen – 1978
- Not Available – 1978
- Eskimo – 1979
- Commercial Album – 1980
- Mark of the Mole – 1981
- The Tunes of Two Cities – 1982
- Intermission: Extraneous Music from the Residents' Mole Show – 1983
- Title in Limbo – with Renaldo and the Loaf 1983
- George & James – 1984
- Whatever Happened to Vileness Fats? – 1984
- Census Taker – 1985
- The Big Bubble: Part Four of the Mole Trilogy – 1985
- Stars & Hank Forever: The American Composers Series – 1986
- God in Three Persons – 1988
- The King & Eye – 1989
- Freak Show – 1991
- Our Finest Flowers – 1992
- Gingerbread Man – 1994
- Hunters – 1995
- Have a Bad Day – 1996
- Wormwood: Curious Stories from the Bible – 1998
- Roadworms: The Berlin Sessions – 2000
- Icky Flix – 2001
- Demons Dance Alone – 2002
- WB: RMX – 2003
- 12 Days of Brumalia – 2004
- I Murdered Mommy – 2004
- Animal Lover – 2005
- Tweedles – 2006
- Night of the Hunters – 2007
- The Voice of Midnight – 2007
- The Bunny Boy- 2008

### Single oraz EP
- Santa Dog – 1972
- Satisfaction (cover utworu The Rolling Stones) – 1976
- The Beatles Play The Residents and The Residents Play The Beatles – 1977
- Santa Dog '78 – 1978
- Babyfingers – 1979
- Diskomo – 1980
- The Commercial Single – 1980
- It’s a Man’s Man’s Man’s World (cover utworu Jamesa Browna) – 1984
- Kaw-Liga – 1986
- Earth vs. the Flying Saucers – 1986
- It’s a Man’s Man’s Man’s World(Australia) – 1986
- Hit the Road Jack (cover utworu Raya Charlesa) – 1987
- For Elsie (cover utworu Ludwiga van Beethovena) – 1987
- Snakey Wake (wydany tylko dla członków fanklubu zespołu) – 1987
- Buckaroo Blues (interpretacje folkowych oraz kowbojskich poematów, wydane tylko dla członków fanklubu) – 1988
- Santa Dog 88 – 1988
- „Double Shot” – 1988
- Holy Kiss of Flesh – 1988
- From the Plains to Mexico – 1989
- Don’t Be Cruel (cover utworu Elvisa Presleya) – 1989
- Blowoff – 1992
- Santa Dog '92 – 1992
- Pollex Christi – 1997
- I Hate Heaven – 1998
- In Between Screams – 1999
- High Horses – 2001

### Kompilacje
- The Residents Radio Special – 1979
- Please Do Not Steal It! – 1979
- Nibbles – 1979
- Residue of the Residents – 1984
- Ralph Before '84: Volume 1, the Residents – 1984
- Assorted Secrets – 1984
- Memorial Hits – 1985
- The Pal TV LP – 1985
- Heaven? – 1986
- Hell! – 1986
- God in Three Persons Soundtrack – 1988
- Stranger Than Supper – 1990
- Liver Music – 1990
- Daydream B-Liver – 1991
- Poor Kaw-Liga’s Pain – 1994
- Louisiana’s Lick – 1995
- Our Tired, Our Poor, Our Huddled Masses – 1997
- Residue Deux – 1998
- 25 Years of Eyeball Excellence – 1998
- Land of Mystery – 1999
- Refused – 1999
- Dot Com – 2000
- Diskomo 2000 – 2000
- Roosevelt 2.0 – 2000
- Petting Zoo – 2002
- Eat Exuding Oinks – 2002
- Best Left Unspoken...Vol. 1 – 2006
- Best Left Unspoken...Vol. 2 – 2006
- Best Left Unspoken...Vol. 3 – 2007

### Albumy koncertowe
- The Mole Show Live at the Roxy – 1983
- The 13th Anniversary Show Live in the U.S.A. – 1986
- The Thirteenth Anniversary Show – 1987
- The Mole Show Live in Holland – 1987
- Cube E: Live in Holland – 1990
- Live at the Fillmore – 1998
- Wormwood Live – 1999
- Kettles of Fish on the Outskirts of Town – 2002
- The Way We Were (CD + DVD) – 2005
- Cube E Box Set – 2006

### Projekty multimedialne i wizualne
- Vileness Fats (nigdy nie ukończony film pełnometrażowy) – 1972 – 1976
- Freak Show (CD ROM) – 1991
- Gingerbread Man (CD ROM) – 1994
- Bad Day on the Midway (CD ROM) – 1995
- Icky Flix (DVD) – 2001
- Eskimo (DVD) – 2002
- Disfigured Night (DVD) – 2002
- Demons Dance Alone (DVD) – 2003
- Commercial Album (DVD) – 2004
- Wormwood (DVD) – 2005
- The Way We Were – 2005
- The River of Crime (Episodes 1-5) – 2006
- Timmy – 2006
- The Bunny Boy Internet Series – 2008